# 文竹镇 (永新县)
文竹镇，是中华人民共和国江西省吉安市永新县下辖的一个乡镇级行政单位。

## 行政区划
文竹镇下辖以下地区：
石田社区、乌石山社区、文竹村、太崦村、白源村、龙源村、城江村、夏岭村、东路村和团结村。